# Kenzō
Kenzō (jap. 顕宗天皇, Kenzō-tennō; * 450; † 25. April 487) war laut Nihonshoki und Kojiki der 23. Tennō von Japan (485–487), der vermutlich im späten 5. Jahrhundert herrschte. Nach diesen zwei Büchern war sein Eigenname Woke, und er war ein Sohn Prinz Ichinobenooshiwas, dessen Vater Kaiser Richū war.
Sein Vater wurde von Kaiser Yūryaku während der Herrschaft Kaiser Ankōs ermordet. Kenzō floh mit seinem Bruder Oke von Harima (heute Akashi in der Präfektur Hyōgo) erst nach Tanba (Taniwa), dann nach Akashi. Dort lebten sie unter falschem Namen. Fremden erzählten sie, sie wären „Kinder aus Taniwa“. Als nach dem Tode Kaiser Yūryakus Kaiser Seinei, der dritte Sohn Yūryakus, an die Macht kam, offenbarten sich die Brüder ihrer Umwelt. Weil Kaiser Seinei keine Kinder hatte, nahm er sie als seine Prinzen an und machte Oke zu seinem Kronprinz. Doch bestieg nicht Oke zuerst den Thron, sondern sein Bruder Woke.